# Gare de Pellevoisin
La gare de Pellevoisin est une gare ferroviaire française, de la ligne de Salbris au Blanc, située sur le territoire de la commune de Pellevoisin, dans le département de l'Indre, en région Centre-Val de Loire.
C'est une gare de la Société pour l’Animation du Blanc Argent (SABA) desservie par la ligne touristique  Train du Bas-Berry.

## Situation ferroviaire
Établie à 136 mètres d'altitude, la gare de Pellevoisin est située au point kilométrique (PK) 268 de la ligne de Salbris au Blanc, entre les gares d'Heugnes et de Juscop.

## Histoire
La gare de Pellevoisin est construite dans le style « Blanc-Argent », avec un bâtiment voyageur et une halle accolée. Sa mise en service intervient probablement vers 1902, peu après la livraison de l'infrastructure de la ligne, entre la gare d'Écueillé et la gare du Blanc, le 17 novembre 1902.

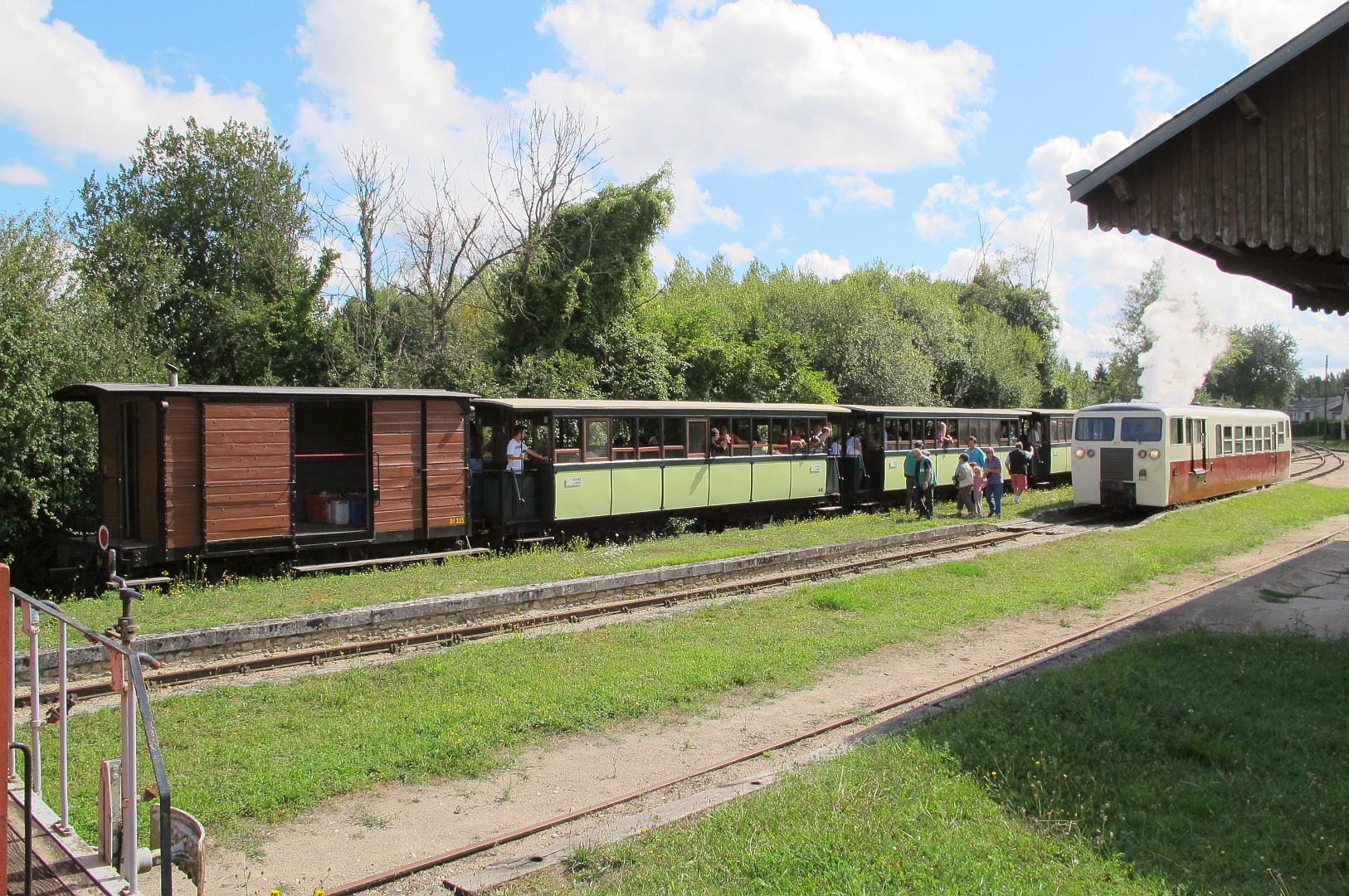
Le croisement de deux trains touristiques du Bas-Berry en 2015.

Elle est fermée au service voyageurs avec le passage du dernier autorail, le 26 septembre 1980, sur la section Luçay-le-Mâle à Buzançais[réf. nécessaire]. Cette même section étant fermée au service marchandises, le 31 décembre 1988[réf. nécessaire].
Du fait de l'existence d'un projet d'exploitation touristique, l'ensemble de la ligne entre Luçay-le-Mâle et Argy fait l’objet d’une inscription au titre des monuments historiques, depuis le 18 janvier 1993.
En ce qui concerne la gare de Pellevoisin plus spécifiquement, cette inscription partielle concerne les façades et toitures du bâtiment voyageurs et sa halle à marchandises attenante, la lampisterie, le quai, un puits, la plateforme et les voies armées de rails à double champignon.
En 1995, les emprises sont achetées par un syndicat intercommunal, et l'exploitation ferroviaire reprend dix années plus tard, en 2005.
Depuis 2005, la gare est de nouveau intégrée dans une ligne de chemin de fer en activité, elle devient une des gares de la ligne du Train du Bas-Berry.

## Service des voyageurs

### Accueil
Elle est équipée de deux quais centraux et d'un quai latéral encadrant trois voies. Le changement de quai se fait par un platelage posé entre les voies (passage protégé).

### Desserte
Pellevoisin est uniquement desservie en saison estivale par la ligne touristique du Train du Bas-Berry.